# (5226) Pollack
(5226) Pollack  es un asteroide perteneciente al cinturón de asteroides, descubierto el 28 de octubre de 1983 por Edward Bowell desde el Observatorio Anderson Mesa.